# الکساندر نادور
الکساندر نادور (به انگلیسی: Alexander Naddour) ژیمناست زادهٔ ۴ مارس ۱۹۹۱ میلادی اهل کشور ایالات متحده آمریکا است.